# Krasne, Ciornuhî
Krasne (în ucraineană Красне) este un sat în comuna Voronkî din raionul Ciornuhî, regiunea Poltava, Ucraina.

## Demografie
Componența lingvistică a localității Krasne
     Ucraineană (98,33%)
     Rusă (1,67%)
Conform recensământului din 2001, majoritatea populației localității Krasne era vorbitoare de ucraineană (98,33%), existând în minoritate și vorbitori de rusă (1,67%).